# Bioklimatologia
Bioklimatologia – dział biologii zajmujący się bioklimatem, czyli badaniem wpływu związków i zależności pomiędzy warunkami klimatycznymi panującymi na danym obszarze a zamieszkującymi ów obszar organizmami, populacjami, biocenozami. Punktem wyjścia w bioklimatologii jest założenie dotyczące istnienia związku pomiędzy danym czynnikiem fizycznym środowiska (czasem zespołem takich czynników) a jednostką biologiczną bądź ekologiczną (organizmem, populacją, biocenozą). Zależność ta ujawnia się poprzez zmianę aktywności biologicznej wraz ze zmianą stopnia natężenia czynnika.
Przedmiot badań bioklimatologii zbliżony jest do przedmiotu badań biometeorologii, która zajmuje się głównie analizą wpływu pogody oraz klimatu na stan fizjologiczny i samopoczucie ludzi. W swoich badaniach bierze pod uwagę głównie stan atmosfery. Bioklimatologia z kolei rozpatruje szerszy zakres czynników środowiskowych, w szczególności tych, które decydują o występowaniu organizmów, ich liczebności, funkcjonowaniu w środowisku, a także zajmuje się określaniem wpływu tych czynników na szanse przeżycia organizmów i ich rozrodu.
Badania warunków środowiskowych, prowadzone dla celów bioklimatologii, obejmują następujące czynniki:
1. temperatura powietrza, wody i gleby,
2. ciśnienie powietrza i wody,
3. wilgotność powietrza i gleby,
4. kierunek i prędkość wiatru,
5. zachmurzenie,
6. opady atmosferyczne,
7. przeźroczystość powietrza i wody,
8. natężenie i skład promieniowania Słońca, Ziemi i atmosfery ziemskiej,
9. nasłonecznienie.

Większość z tych czynników podlega stałym obserwacjom, prowadzonym w niższych warstwach atmosfery. Badania wyżej położonych warstw atmosfery przeprowadzane są za pomocą balonów, samolotów, satelitów.
Z bioklimatologią ściśle powiązane są m.in.:
- klimatofizjologia - określa zdolność organizmu do dostosowania się do zmieniających się w czasie i przestrzeni warunków otoczenia,
- klimatoterapia - bada możliwość wykorzystania warunków klimatycznych do celów profilkatycznych i zdrowotnych,
- klimatologia urbanistyczna - analizuje zmiany klimatyczne wywołane działalnością człowieka oraz opracowuje metody ich optymalizacji.

## Literatura
- P. Trojan, Bioklimatologia ekologiczna, Warszawa 1985.